# Nguyễn Ngọc Cương
Nguyễn Ngọc Cương (sinh năm 1968) là một tướng lĩnh Công an nhân dân Việt Nam, cấp bậc Thiếu tướng. Ông hiện giữ chức vụ Bí thư Đảng ủy, Cục trưởng Cục Cảnh sát quản lý hành chính về trật tự xã hội, Bộ Công an.

## Lịch sử thụ phong cấp bậc hàm
| Năm thụ phong | 2022        |
| ------------- | ----------- |
| Cấp hiệu      |             |
| Tên cấp hiệu  | Thiếu tướng |